# 圖爾蓋高原
50°03′00″N 61°50′00″E / 50.05°N 61.833334°E
圖爾蓋高原，是哈薩克的高原，位於該國西北部，由阿克托貝州負責管轄，長約600公里、寬200公里，海拔高度200至300米，該地區有豐富的鐵礦資源。